# Jean Charles Abbatucci (General)

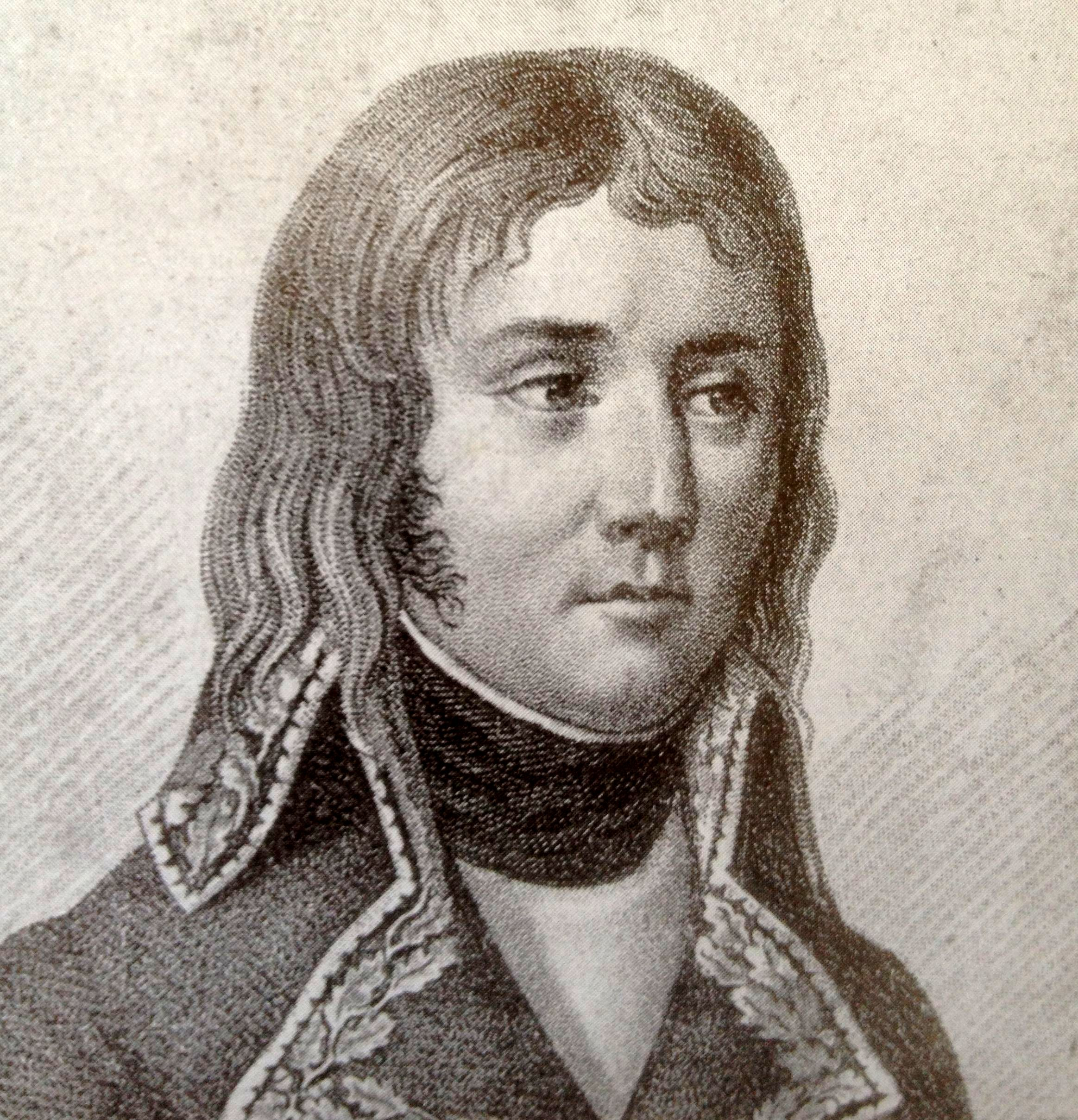
Jean Charles Abbatucci

Jean Charles Abbatucci (* 15. November 1771 in Zicavo (Korsika); † 2. Dezember 1796 in Hüningen (Elsass)) war ein französischer General.

## Leben
Jean Charles Abbatucci entstammte einer bedeutenden korsischen Familie: er war der Sohn des korsischen Generals Jacques Pierre Abbatucci und der Maria Angéla Costa. Abbatucci beendete 1788 seine Ausbildung auf der École d’application de l’artillerie et du genie (Militärakademie in der Festung Metz) und wurde Lieutenant des Zweiten Artillerieregiments. Nach drei Jahren wechselte er zu der neu aufgestellten berittenen Artillerie. Am Anfang des Feldzuges von 1792 war er noch Capitaine der Artillerie bei der Rheinarmee, zeichnete sich aber so aus, dass er Ende 1792 zum Lieutenant-colonel befördert wurde. Er wurde im Dezember 1793 Adjutant von Jean-Charles Pichegru und kämpfte 1794 in Holland.
Nach Abbatuccis Ernennung zum Generaladjutanten (1794) betraute ihn Jean-Victor Moreau mit der Vorbereitung des zweiten Rheinübergangs bei Kehl (Baden-Württemberg), den der junge General durch die Eroberung von Weißenburg an der französisch-deutschen Grenze ermöglichte (24. Juni 1796). Wegen dieser Tapferkeit wurde Abbatucci am folgenden Tag zum Général de brigade befördert. Nachdem am 27. Juni 1796 eine erste Abteilung seiner Armee bereits in der reißenden Lech in Bayern untergegangen war, gelang ihm durch besondere Ermutigung seiner Soldaten und beispielhaftes Verhalten die Überquerung des Flusses; er soll sogar einige von den Fluten abgetriebene Männer persönlich schwimmend gerettet haben. Daraufhin schlug er das am Ufer positionierte österreichische Heer; es war schon sein zweiter Sieg an diesem Tag. Dieser Erfolg bewirkte am 10. Juli 1796 seine Beförderung zum Général de division. Im August 1796 gelangte er mit einer Division bis nach Italien und besiegte dann die Truppen von französischen Emigranten bei Westerheim. Später eroberte er zusammen mit seinem Vorgesetzten, dem General Pierre Marie Barthélemy Ferino (1747–1816), die Städte Lindau und Bregenz. Der vom Feind bedrängten Armee von Moreau half Abbatucci beim Rückzug über den Rhein.
Als Moreau nach der Schlacht bei Schliengen, von der Brigade Abbatuccis gedeckt, wieder den Rhein bei Hüningen überschritt (25. Oktober 1796), überließ er dem fähigen jungen General mit einer Division die Verteidigung dieses Stützpunktes, um das Elsass zu schützen. Eine österreichische Armee unter dem Feldmarschallleutnant Karl Aloys zu Fürstenberg belagerte seit dem 28. November 1796 die Stellung der Franzosen, gegen die sie zwei Tage später einen missglückten Angriff unternahm. Dabei wurde allerdings der erst 25-jährige Abbatucci von einem ungarischen Grenadier angeschossen. Schwer verwundet brachte man ihn nach Hüningen, wo er am 2. Dezember 1796 an seinen Verletzungen starb.

## Ehrungen

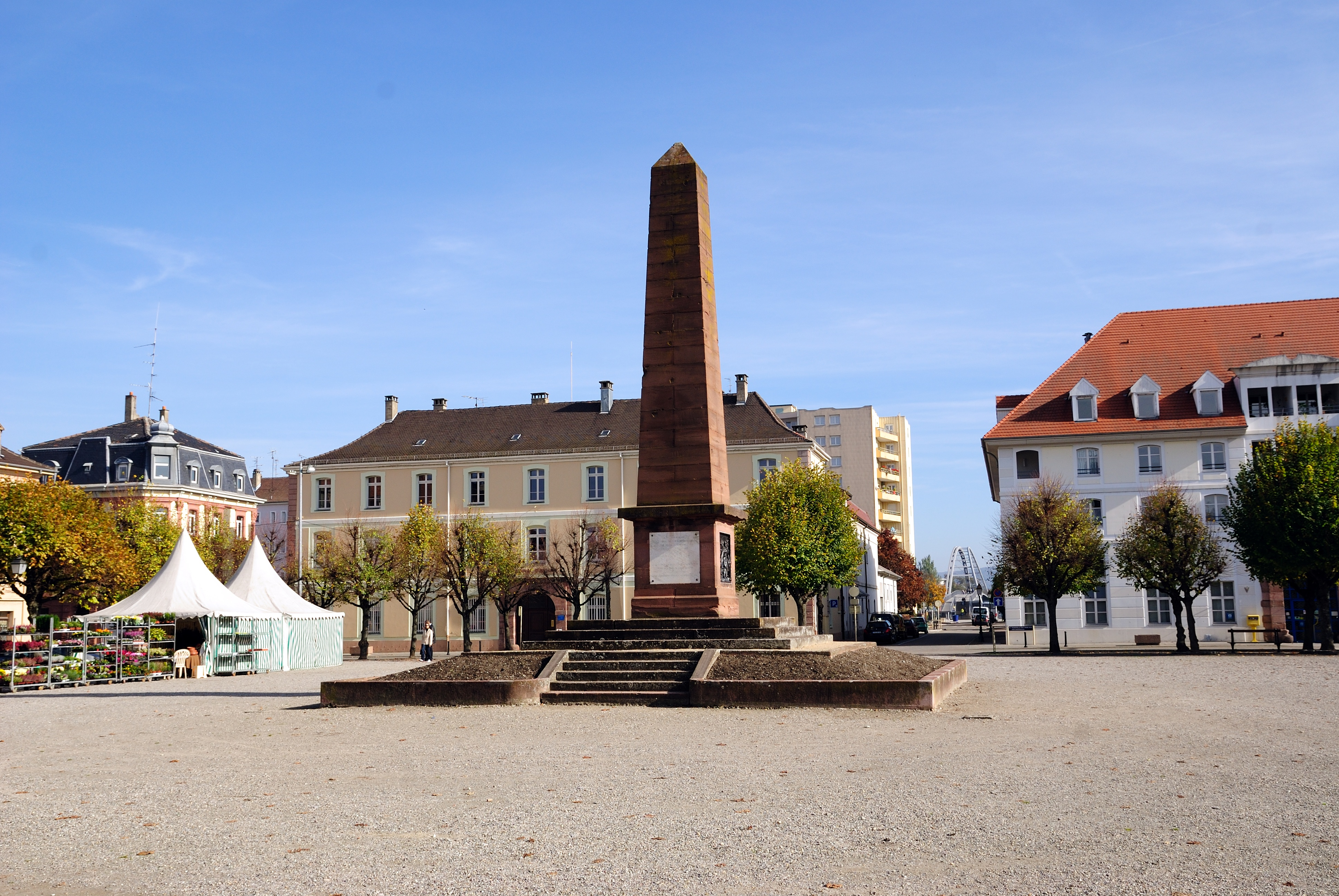
Place Abbatucci in Huningue mit dem Abbatucci Denkmal

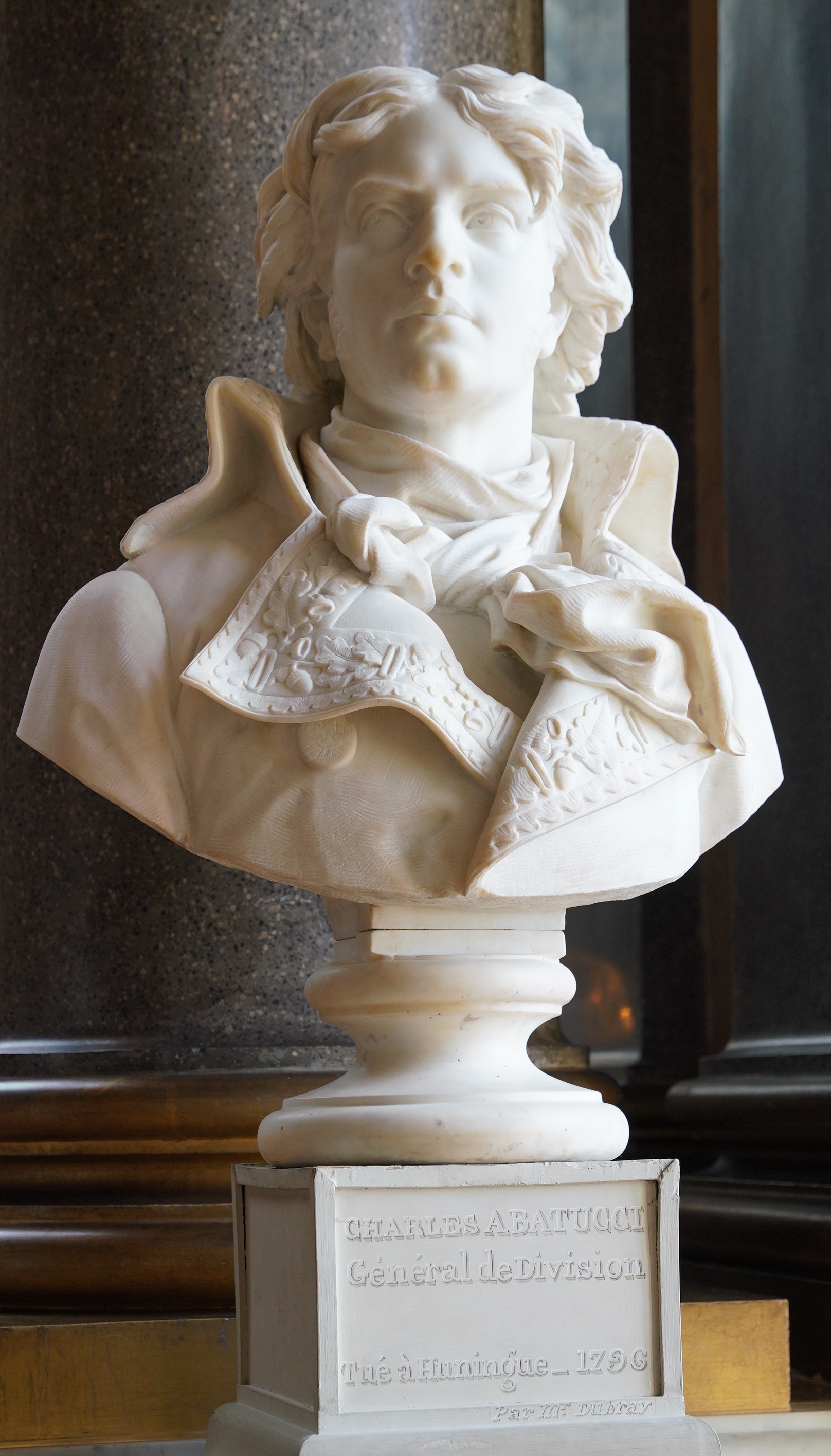
Büste in der Schlachtengalerie des Schloss Versailles

- Abbatuccis Büste wurde in der 1837 eröffneten Schlachtengalerie (Prinzenflügel) des Schlosses Versailles aufgestellt.
- Sein Name findet sich am östlichen Pfeiler (Spalte 17) des Triumphbogens am Place Charles-de-Gaulle (Paris).
- 1854 wurde ihm zu Ehren in Ajaccio ein Denkmal aufgestellt, geschaffen vom Bildhauer Gabriel Vital Gabriel Dubray (1813–1892).
- An der Straße von Sankt Ludwig nach Hüningen (nahe der Festung Hüningen) ließ Moreau dem gefallenen Abbatucci ein bescheidenes Denkmal erbauen (1801), das bei der Belagerung von 1815 durch Österreicher und Schweizer zerstört wurde. Seine Wiedererbauung erfolgte erst 1828 nach einer patriotischen Spendenaktion. Es wurde 1856 restauriert und mit zwei bronzenen Basreliefs von Philippe Grass verziert. 1904 wurde es auf den nach Abbatucci benannten Platz – Place Abbatucci – in Hüningen verlegt. Darauf wird der Tod des Generals im Kampf dargestellt.